# ميخائيل دون براندنبيرغ
ميخائيل دون براندنبيرغ هو سياسي أمريكي، ولد في 1 أكتوبر 1956 في جيمستاون في الولايات المتحدة. نشط حزبياً في الحزب الجمهوري. وقد انتخب عضو مجلس نواب داكوتا الشمالية ‏.